# Cutias
Cutias – miasto w Brazylii, w stanie Amapá. W 2010 roku liczyło 2442 mieszkańców.